# جيمس جي. والش
جيمس جي. والش هو محامي وسياسي أمريكي، ولد في 22 مايو 1858 في نيويورك في الولايات المتحدة، وتوفي في 8 مايو 1909. نشط حزبياً في الحزب الديمقراطي. وقد انتخب عضو مجلس النواب الأمريكي ‏.